# Thaanumella
Thaanumella é um género de gastrópode  da família Assimineidae.
Este género contém as seguintes espécies:
- Thaanumella angulosa
- Thaanumella cookei